# جيمس كلارك (مهندس)
جيمس كلارك (بالإنجليزية: James Clark)‏ هو مهندس ومبرمج وعالم حاسوب بريطاني، ولد في 23 فبراير 1964 في لندن في المملكة المتحدة.